# Campeonato Europeo de Atletismo de 1954

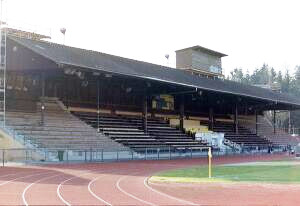
Estadio Neufeld en Berna.

El V Campeonato Europeo de Atletismo se celebró en Berna (Suiza) entre el 25 y el 29 de agosto de 1954 bajo la organización de la Asociación Europea de Atletismo (EAA) y la Federación Suiza de Atletismo.
Las competiciones se realizaron en el Estadio Neufeld de la capital helvética.

## Resultados

### Masculino
| Evento             | Oro                                                                                        | Plata                                                                                     | Bronce                                                                         |
| ------------------ | ------------------------------------------------------------------------------------------ | ----------------------------------------------------------------------------------------- | ------------------------------------------------------------------------------ |
| 100 m              | Heinz Fütterer Alemania Occidental 10,5                                                    | René Bonino Francia 10,6                                                                  | George Ellis Reino Unido 10,7                                                  |
| 200 m              | Heinz Fütterer Alemania Occidental 20,9                                                    | Ardalion Ignatiev Unión Soviética 21,1                                                    | George Ellis Reino Unido 21,2                                                  |
| 400 m              | Ardalion Ignatiev Unión Soviética 46,6                                                     | Voitto Hellsten · Finlandia · 47,0                                                        | Zoltán Adamik · Hungría · 47,6                                                 |
| 800 m              | Lajos Szentgáli · Hungría · 1:47,1                                                         | Lucien De Muynck · Bélgica · 1:47,3                                                       | Audun Boysen · Noruega · 1:47,4                                                |
| 1.500 m            | Roger Bannister Reino Unido 3:43,8                                                         | Gunnar Nielsen Dinamarca 3:44,4                                                           | Stanislav Jungwirth Checoslovaquia 3:45,4                                      |
| 5.000 m            | Vladimir Kuts Unión Soviética 13:56,6                                                      | Christopher Chataway Reino Unido 14:08,8                                                  | Emil Zátopek Checoslovaquia 14:10,2                                            |
| 10.000 m           | Emil Zátopek Checoslovaquia 28:58,0                                                        | József Kovács · Hungría · 29:25,8                                                         | Frank Sando Reino Unido 29:27,6                                                |
| 110 m vallas       | Evgeni Bulanchik Unión Soviética 14,4                                                      | John Parker Reino Unido 14,6                                                              | Berthold Steines Alemania Occidental 14,7                                      |
| 400 m vallas       | Anatoli Yulin Unión Soviética 50,5                                                         | Yuri Lituyev Unión Soviética 50,8                                                         | Sven-Oswald Mildh · Finlandia · 51,5                                           |
| 3.000 m obstáculos | Sándor Rozsnyói · Hungría · 8:49,6                                                         | Olavi Rinteenpää · Finlandia · 8:52,4                                                     | Ernst Larsen · Noruega · 8:53,2                                                |
| 10 km marcha       | Josef Doležal Checoslovaquia 45:01,8                                                       | Anatoliy Yegorov Unión Soviética 45:53,0                                                  | Sergei Lobastov Unión Soviética 46:21,8                                        |
| 50 km marcha       | Vladimir Uchov Unión Soviética 4:22:11                                                     | Josef Doležal Checoslovaquia 4:15:07                                                      | Antal Róka · Hungría · 4:31:32                                                 |
| Maratón            | Veikko Karvonen · Finlandia · 2:24:51                                                      | Boris Grishayev Unión Soviética 2:24:55                                                   | Ivan Filin Unión Soviética 2:25:26                                             |
| Salto de altura    | Bengt Nilsson · Suecia · 2,02 m                                                            | Jiří Lanský Checoslovaquia 1,98 m                                                         | Jaroslav Kovář Checoslovaquia 1,96 m                                           |
| Salto con pértiga  | Eeles Landström · Finlandia · 4,40                                                         | Ragnar Lundberg · Suecia · 4,40                                                           | Geoff Elliott · Reino Unido · 4,30 · Jukka Piironen · Finlandia · 4,30         |
| Salto de longitud  | Ödön Földessy · Hungría · 7,51                                                             | Zbigniew Iwański · Polonia · 7,46                                                         | Ernest Wanko Francia 7,41                                                      |
| Salto triple       | Leonid Shcherbakov Unión Soviética 15,90                                                   | Roger Norman · Suecia · 15,17                                                             | Martin Řehák Checoslovaquia 15,10                                              |
| Peso               | Jiří Skobla Checoslovaquia 17,20                                                           | Otto Grigalka Unión Soviética 16,69                                                       | Heino Heinaste Unión Soviética 16,27                                           |
| Disco              | Adolfo Consolini · Italia · 53,44                                                          | Giuseppe Tosi · Italia · 52,34                                                            | József Szécsényi · Hungría · 51,58                                             |
| Martillo           | Mikhail Krivonosov Unión Soviética 63,34                                                   | Sverre Strandli · Noruega · 61,07                                                         | József Csermák · Hungría · 59,72                                               |
| Jabalina           | Janusz Sidło · Polonia · 76,35                                                             | Vladimir Kuznetsov Unión Soviética 74,61                                                  | Soini Nikkinen · Finlandia · 73,38                                             |
| 4 x 100 m          | Hungría · 40,6 · László Zarándi · Géza Varasdi · György Csányi · Béla Goldoványi           | Reino Unido 40,8 Kenneth Box George Ellis Ken Jones Brian Shenton                         | Unión Soviética 40,9 Boris Tokarev Viktor Ryabov Levan Sanadze Leonid Bartenev |
| 4 x 400 m          | Francia 3:08,7 Claude Haarhoff Jacques Degats Jean-Paul Martin du Gard Jean-Pierre Goudeau | Alemania Occidental 3:08,8 Hans Geister Helmut Drehen Heinz Ulzheimer Karl-Friedrich Haas | Finlandia · 3:11,5 · Raimo Graeffe · Ossi Mildh · Rolf Back · Voitto Hellstén  |
| Decatlón           | Vasili Kuznetsov Unión Soviética 6752 pts.                                                 | Torbjörn Lassenius · Finlandia · 6424 pts.                                                | Heinz Oberbeck Alemania Occidental 6263 pts.                                   |

### Femenino
| Evento            | Oro                                                                         | Plata                                                                               | Bronce                                                                           |
| ----------------- | --------------------------------------------------------------------------- | ----------------------------------------------------------------------------------- | -------------------------------------------------------------------------------- |
| 100 m             | Irina Turova Unión Soviética 11,8                                           | Bertha van Duyne-Brouwer · Países Bajos · 11,9                                      | Ann Pashley Reino Unido 11,9                                                     |
| 200 m             | Mariya Itkina Unión Soviética 24,3                                          | Irina Turova Unión Soviética 24,4                                                   | Shirley Hampton Reino Unido 24,4                                                 |
| 800 m             | Nina Otkalyenko Unión Soviética 2:08,8                                      | Diane Leather Reino Unido 2:09,8                                                    | Lyudmila Lisyenko Unión Soviética 2:11,2                                         |
| 80 m vallas       | Mariya Golubnichaya Unión Soviética 11,0                                    | Anneliese Seonbuchner Alemania Occidental 11,2                                      | Pam Seaborne Reino Unido 11,3                                                    |
| Salto de altura   | Thelma Hopkins Reino Unido 1,67 m                                           | Iolanda Balaş · Rumania · 1,65 m                                                    | Olga Modrachová Checoslovaquia 1,63 m                                            |
| Salto de longitud | Jean Desforges Reino Unido 6,04                                             | Alexandra Chudina Unión Soviética 5,93                                              | Elżbieta Duńska · Polonia · 5,83                                                 |
| Peso              | Galina Zibina Unión Soviética 15,65                                         | Mariya Kuznyetsova Unión Soviética 14,99                                            | Tamara Tishkevich Unión Soviética 14,78                                          |
| Disco             | Nina Ponomareva Unión Soviética 48,02                                       | Irina Begliakova Unión Soviética 45,79                                              | Galina Zibina Unión Soviética 44,77                                              |
| Jabalina          | Dana Zátopková Checoslovaquia 52,91                                         | Virve Roolaid Unión Soviética 49,94                                                 | Nadezhda Koniayeva Unión Soviética 49,49                                         |
| 4 x 100 m         | Unión Soviética 45,8 Vera Krepkina Rimma Uliskina Maria Itkina Irina Turova | Alemania Occidental 46,3 Irmgard Egert Charlotte Bohmer Irene Brutting Maria Sander | Italia · 46,6 · Maria Musso · Giuseppina Leone · Letizia Bertoni · Milena Greppi |
| Pentatlón         | Alexandra Chudina Unión Soviética 4.526 pts.                                | Maria Sander Alemania Occidental 4.485 pts.                                         | Maria Sturm Alemania Occidental 4.357 pts.                                       |

## Medallero
| Núm. | País           | Oro | Plata | Bronce | Total |
| ---- | -------------- | --- | ----- | ------ | ----- |
| 1    | URSS           | 16  | 11    | 8      | 35    |
| 2    | Checoslovaquia | 4   | 2     | 5      | 11    |
| 3    | Hungría        | 4   | 1     | 4      | 9     |
| 4    | Reino Unido    | 3   | 4     | 6      | 13    |
| 5    | RFA            | 2   | 4     | 3      | 9     |
| 6    | Finlandia      | 2   | 3     | 4      | 9     |
| 7    | Suecia         | 1   | 2     | 0      | 3     |
| 8    | Francia        | 1   | 1     | 1      | 3     |
| 8    | Italia         | 1   | 1     | 1      | 3     |
| 8    | Polonia        | 1   | 1     | 1      | 3     |
| 11   | Noruega        | 0   | 1     | 2      | 3     |
| 12   | Bélgica        | 0   | 1     | 0      | 1     |
| 12   | Dinamarca      | 0   | 1     | 0      | 1     |
| 12   | Países Bajos   | 0   | 1     | 0      | 1     |
| 12   | Rumania        | 0   | 1     | 0      | 1     |
|      | TOTAL          | 35  | 35    | 35     | 105   |